# Lohner Carlson
Lohner Carlson ist der Name des Künstlerduos Henning Lohner und Van Carlson, dessen künstlerische Arbeit im Jahr 1989 begann. Seit Carlsons Tod 2011 wird sie von Lohner alleine fortgeführt. Bekannt ist das Duo vor allem durch die Werkreihe Active Images, die einen Grenzbereich zwischen Film und Fotografie markiert.

## Arbeiten mit John Cage
Die künstlerische Zusammenarbeit des Filmkomponisten und Filmemachers Henning Lohner mit dem Kameramann und Photographen Van Carlson begann 1989. Prägend für die Kollaboration des Künstlerduos waren die gemeinsamen Arbeiten mit dem Komponisten John Cage. Zu diesen Arbeiten zählt der akribisch geplante Kunstfilm One11 und 103. Das Werk, das Cages einziger Langfilm ist, hat keine Handlung und besteht aus Schwarz-Weiß-Bildern, die als Drehbuch einer komponierten Partitur zugrunde liegen und von Cages Stück 103 begleitet werden. Der Film beschäftigt sich mit der Wirkung von Licht in einem leeren Raum und der Wahrnehmung dieser und gilt als „poetischer wie suggestiver filmischer Essay“. In der Rezeption wurde die Einzigartigkeit des Werkes in der Film- und Musikgeschichte betont, wobei Kritiker ihn als „meisterhaft“, „traumartig“ und „magisch“ bezeichneten.
Mit der vollständig durchkomponierten Hommage Die Rache der toten Indianer (1993) setzten Lohner und Carlson Cage posthum ein filmisches Denkmal. Zahlreiche Künstler treten darin auf, unter ihnen Dennis Hopper, Matt Groening, Heiner Müller und Yoko Ono, und sprechen über Cages Werk und seinen Einfluss. Die Tageszeitung schrieb dazu, Lohners 130-Minuten-Hommage an den Avantgarde-Musiker Cage führe "in unaufdringlicher Bild-Ton-Didaktik zu den Kompositionsprinzipien des Mannes, dem die moderne Musik die Symbiose von Harmonie und Chaos verdankt."

## Active Images
1995 wurde erstmals Lohners und Carlsons audiovisuelle Installation Raw Material, Vol. 1–11 gezeigt, die unter anderem in Den Haag, Rom und Berlin ausgestellt wurde. Die Videokomposition entstand aus Lohners mehrere hundert Stunden umfassenden Rohmaterial-Archiv und zeigte auf elf Monitoren sowohl Interviews als auch Landschaften in „einer gleichwertigen Koexistenz der Sprache, der Bilder und der Töne.“
Aus dieser Installation ging die Werkreihe Bewegte Bilder / Active Images hervor, die 2006 erstmals in der Galerie Springer in Berlin unter dem Titel raw material – portraits and landscapes zu sehen waren. Die Idee entstand laut Lohner aus der „Liebe zur Videofotografie und der später aufkommenden Verzweiflung über den Verlust dieser Bilder, wenn aus ihnen ein Film geschnitten wurde.“ Lohner und Carlsons gerahmte Videobilder markieren den Grenzbereich zwischen Film und Fotografie; in statischen Kameraeinstellungen werden Filmausschnitte von Landschafts- und Porträtaufnahmen gezeigt. Der ausgewählte Ausschnitt der Welt bewegt sich, die Kamera ist regungslos.
Seit Carlsons Tod im Jahr 2011 setzt Lohner das Werk alleine fort. Lohner selbst bezeichnet die Arbeiten auch als „visuelle Musik“.
Lohner Carlsons Medienkunst wurde weltweit an zahlreichen Ausstellungsorten gezeigt, unter anderem am Centre Georges-Pompidou, San Francisco Museum of Modern Art, Solomon R. Guggenheim Museum in New York, Museu Calouste Gulbenkian in Lissabon, der Galleria Traghetto in Venedig und Rom, Kunsthalle in Emden, National Art Gallery in Kuala Lumpur und der Mira Art Collection in Tokyo.
2021 waren Lohner Carlsons Werke als Teil der Gerhard-Richter-Ausstellung Haus Liebermann der Stiftung Brandenburger Tor zu sehen. Die Frankfurter Rundschau schrieb dazu: "Der Filmemacher Henning Lohner hat den Maler verewigt, wie er an der Wand seines Kölner Ateliers schwungvoll zeichnet. [...] Und ein extra Raum mit Filmen von Lohner und Van Carlson gibt intime Einblicke in die Arbeit Richters."

## Rezeption
Der Kulturjournalist Detlef Wolff schrieb 1996, die Arbeit von Lohner Carlson erhebe sich „weit über die häufig so öden Niederungen der Videokunst. Sie kann einen Gipfel bilden, weil ihr Urheber die technischen Voraussetzungen für einen kreativen Umgang mit der Kamera perfekt beherrscht und keine nur wenig durchdachten Absichtserklärungen schon als Ergebnisse ausgibt. [...] Lohner weist sich mit seiner Arbeit als ein permanent neugieriger und zu genauem Hinsehen befähigter Künstler aus. Immer wieder gelingt es ihm, im scheinbar Normalen das Außerordentliche zu entdecken.“
Tip Berlin schrieb über die „malerischen Videoszenen“, sie setzten „die Zeit außer Kraft. So kann man sich quasi endlos in Wasserspiegelungen verlieren, dem Verkehrsfluss auf der Istanbul Bridge folgen oder sich vom springenden Fisch im Märchenwaldsee bezaubern lassen.“
Die Rheinische Post beschrieb eine Ausstellung im Jahr 2015 folgendermaßen: „Die sich sehr langsam bewegenden und Zeit einfordernden Film-Bilder sind von einer starken, wenn auch oft subtilen Rhythmik gekennzeichnet. Die Gondeln des Londoner Riesenrades bewegen sich wie Taktzeichen, die reflektierende Fassade am Canary Wharf weist eine rhythmische Gliederung auf. Die Bewegungen eines blühenden Busches wirken wie ein Tanz zu unhörbarer Musik.“
Eine andere Rezension bemerkte, dass Lohner Carlson „die Grenze zwischen Stand- und bewegtem Bild auf faszinierende Weise verknüpfen“: „Die Grenze von Bild und Film wird fließend. […] Durch starke Lichtreflexe wird Bewegung assoziiert, die in starkem Kontrast zur ruhigen Stadtszenerie steht. Das Verweilen im Augenblick, getragen von der Idee, der uns gewohnten Bilderdichte zu entkommen, definieren das zentrale Thema.“

## Ausstellungen

### Einzelausstellungen
- 2021: Art Break – Henning Lohner: Gerhard Richter im Atelier, Stiftung Brandenburger Tor – Max Liebermann Haus, Berlin
- 2018: Galerie Hus, Paris
- 2017: Felix Ringel Galerie, Düsseldorf
- 2017: Ars Electronica Center, Linz
- 2017: Ikono.tv, weltweit
- 2015: Galerie Löhrl, Mönchengladbach
- 2014: RSA Antiquitäten, Wiesbaden
- 2013: Egeskov Fine Arts, Copenhagen
- 2013: RSA Antiquitäten, Wiesbaden
- 2013: INM – Institut für Neue Medien, Frankfurt am Main
- 2013: Galerie Springer, Berlin
- 2012: Erik Thomsen Gallery, New York
- 2012: Galerie Brachfeld, Paris (2×)
- 2012: SEZ – Sport- und Erholungszentrum, Berlin
- 2012: Galerie Hus, Paris
- 2011: Galerie Son, Berlin
- 2009: Bilirubin Gallery, Berlin
- 2008: Galerie Springer & Winckler, Berlin
- 2007: Galleria Traghetto, Rom
- 2006: Galerie Springer & Winckler, Berlin
- 1997: Goethe Institute Rome (Festival Internationale della Installazione Sonora), Rom
- 1996: Museum Pfalzgalerie Kaiserslautern
- 1996: 12th International Video & Film Festival, Kassel
- 1996: World Wide Videofest, Gemeente Museum, The Hague
- 1995: Lichthaus, Bremen
- 1995: Hessisches Landesmuseum, Wiesbaden
- 1995: Foro Artistico in der Eisfabrik, Hannover

### Gruppenausstellungen
- 2022: Im Tiefenrausch. Film unter Wasser, DFF – Deutsches Filminstitut & Filmmuseum, Frankfurt am Main
- 2022: 10 Jahre Galerie Springer Jubiläumsausstellung, Berlin
- 2021: Nothing to see ness, Akademie der Künste, Berlin
- 2018: Holocaust Memorial Day, Ikono TV, weltweit
- 2017: Art & Technology, Palais des Beaux-Arts de Bruxelles, Brüssel
- 2016: Musicircus, Centre Pompidou, Metz
- 2015: Alles hat seine Zeit, WimmerPlus, Prien am Chiemsee
- 2014: The Vertigo of Reality, Akademie der Künste, Berlin
- 2014: Neither, Seventeen, London
- 2014: Serpentine Cinema, Serpentine Gallery, London
- 2014: Hannah Rickards Exhibit, Modern Art Oxford, Oxford
- 2013: A Grammar of Subversion, Barbican Centre, London
- 2012: The Freedom of Sound - John Cage Behind The Iron Curtain, Ludwig Museum of Contemporary Art, Budapest
- 2012: Raum – Räume, Galerie Springer, Berlin
- 2012: Dennis Hopper: The Lost Album, Martin Gropius Bau, Berlin
- 2012: John Cage and …, Museum der Moderne, Salzburg
- 2012: John Cage and …, Akademie der Künste, Berlin
- 2012: A House full of Music, Mathildenhöhe, Darmstadt
- 2012: Sounds like Silence, Hartware Medienkunstverein, Dortmund
- 2012: Warsaw Autumn, Exhibition Space of the Austrian Embassy, Warschau
- 2011: INM 20th Anniversary Exhibition, Ministry of Economics, Wiesbaden
- 2011: Tendencies in Contemporary Art, Wirtschaftsforum, Berlin
- 2011: Group Show Heisig – Oh – Lohner Carlson, Galerie Son, Berlin
- 2010: Realismus, Kunsthal Rotterdam, Rotterdam
- 2010: Realismus, Kunsthalle der Hypo-Kulturstiftung, München
- 2010: Realismus, Kunsthalle Emden, Emden
- 2008: Performance Art, SFMOMA, San Francisco
- 2007: Tendencies in Contemporary Art, Galleria Traghetto, Venedig
- 1996: National Art Gallery of Malaysia, Kuala Lumpur
- 1996: Portland Art Museum, Portland, Oregon
- 1995: Artist in Residence, INM – Institut für Neue Medien, Frankfurt am Main
- 1995: Videofest, Podewil, Berlin
- 1994: Rolywholyover a Circus, The Menil Collection, Houston
- 1994: Artists of the INM, Galerie der Stadt, Sindelfingen
- 1993: Rolywholyover a Circus, Museum of Contemporary Art, Los Angeles
- 1993: European Media Arts Festival, Osnabrück
- 1993: Secondo Colloquio internationale di Musica Contemporanea, Palermo
- 1992: 30 Years Fluxus, Nassauischer Kunstverein Wiesbaden, Wiesbaden
- 1991: Classique en Images, La Scala, Mailand
- 1991: Classique en Images, Louvre, Paris